# Rapporto giuridico
Un rapporto giuridico è ogni relazione sociale giuridicamente rilevante tra soggetti del diritto, disciplinata  e prevista da un dato ordinamento giuridico.

## Il dibattito sulla definizione
Va avvertito che quella data non è l'unica definizione di rapporto giuridico che si trova in dottrina. Vi sono autori, infatti, che preferiscono definirlo come relazione tra situazioni giuridiche soggettive anziché tra soggetti giuridici.
Vi sono, poi, autori che estendono la definizione, includendovi le relazioni tra un soggetto giuridico e un bene. Altri, invece, ritengono tale estensione non necessaria, sostenendo che anche questi rapporti implicano una relazione tra soggetti giuridici e, più precisamente, tra il titolare di un diritto assoluto sul bene (ad esempio, la proprietà) e la generalità degli altri soggetti, sui quali gravano i corrispondenti doveri. Altri ancora, infine, ritengono che in questi casi non si possa parlare di rapporto giuridico.

## I soggetti
In ogni rapporto giuridico si possono individuare:
- una o più parti;
- il contenuto;
- l'oggetto del rapporto stesso.

### Soggetti
I soggetti tra i quali intercorre il rapporto giuridico sono detti parti dello stesso; in relazione a costoro, tutti gli altri soggetti estranei al rapporto sono detti terzi. Le parti sono titolari delle situazioni giuridiche soggettive in cui si articola il rapporto.
Va rilevato che i soggetti di diritto non sono necessariamente esseri umani: possono infatti essere persone fisiche o giuridiche. La qualifica di soggetto dipende comunque dall'ordinamento, sicché la medesima entità materiale potrà essere considerata soggetto da un ordinamento ma non da un altro: la stessa persona fisica, se è sempre soggetto di diritto in tutti gli odierni ordinamenti statuali, non lo è, ad esempio, nell'ordinamento internazionale.

### Contenuto
Il contenuto del rapporto giuridico è il complesso delle situazioni giuridiche soggettive nelle quali il rapporto stesso si articola. Per situazione giuridica soggettiva si intende la posizione giuridicamente rilevante di un soggetto nei confronti di un altro.
Le situazioni giuridiche soggettive possono essere distinte in attive e passive secondo che comportino un vantaggio o uno svantaggio per il loro titolare. La forma elementare di rapporto giuridico prevede un soggetto attivo, titolare di una situazione giuridica attiva, alla quale corrisponde una situazione giuridica passiva in capo ad un soggetto passivo. Spesso, però, la struttura del rapporto non è così semplice, essendo lo stesso scomponibile in una pluralità di rapporti elementari, nei quali non sempre tutte le situazioni attive o passive sono attribuite alla medesima parte.
Sono situazioni giuridiche attive:
- il diritto soggettivo;
- il potere giuridico;
- la potestà;
- il diritto potestativo;
- la facoltà;
- l'aspettativa;
- l'interesse legittimo.

Sono situazioni giuridiche passive:
- il dovere;
- l'obbligo;
- la soggezione;
- l'onere.

In realtà per alcune delle situazioni ora elencate, quali la potestà o l'onere, la classificazione tra le attive o passive non è netta, presentando le stesse sia un aspetto di vantaggio che uno di svantaggio per il titolare.

### Oggetto
Oggetto del rapporto giuridico è un bene, su cui cade un interesse tutelato dall'ordinamento. In questo caso il termine bene assume un significato ampio, comprendendo tutto ciò che abbia attitudine a soddisfare un bisogno umano, materiale o spirituale (talvolta si usa con questo significato la locuzione "bene della vita"). In tale accezione rientrano, quindi, non solo le cose (beni in senso stretto) ma anche i beni immateriali (come le opere d'ingegno) e le attività umane (prestazioni) atte a soddisfare un bisogno umano.
La tensione che spinge l'uomo verso un bene prende il nome di interesse; quando l'interesse è giudicato rilevante dall'ordinamento giuridico, esso può costituire oggetto di rapporti giuridici. Questo significa che non tutti gli interessi sono ritenuti meritevoli di tutela dall'ordinamento: quelli che l'ordinamento ritiene di tutelare assurgono a situazioni giuridiche soggettive, gli altri rimangono meri interessi di fatto.

## Le situazioni giuridiche elementari
Non tutte le situazioni sopra elencate possono essere considerate elementari; alcune, infatti, sono ulteriormente scomponibili. Sono considerate situazioni elementari:
- sul lato attivo del rapporto, il diritto soggettivo, il potere e la facoltà;
- sul lato passivo del rapporto, il dovere, l'obbligo e la soggezione.

Il diritto soggettivo è la pretesa che altri tenga un comportamento di contenuto positivo (dare o fare) o negativo (non fare). 
Questo è il significato più ristretto del termine, ma non l'unico; nel linguaggio giuridico, infatti, il termine viene utilizzato anche per indicare:
- una generica situazione giuridica attiva (diritto nel senso di pretesa, potere o facoltà);
- un complesso di situazioni giuridiche attive con al centro una di esse (è questa l'accezione del termine quando si parla, ad esempio, di "diritto di proprietà").

I diritti soggettivi si distinguono in:
- relativi, se possono essere fatti valere nei confronti di uno o più soggetti determinati;
- assoluti, se, invece, possono essere fatti valere nei confronti di qualsiasi soggetto. Va detto che alcune impostazioni teoriche riducono il diritto assoluto ad un fascio di diritti relativi e altre, come già accennato, escludono si possa parlare di rapporto giuridico in questi casi.

I diritti, relativi o assoluti, sono detti patrimoniali quando corrispondono a interessi di natura economica, ossia suscettibili di essere valutati in denaro. Il diritto relativo patrimoniale caratterizza una particolare specie di rapporto giuridico, d'importanza fondamentale nel diritto privato: l'obbligazione; il soggetto attivo e passivo da tale rapporto sono denominati creditore e debitore.
In capo al soggetto passivo del rapporto giuridico sussiste:
- un dovere, se il soggetto attivo è titolare del corrispondente diritto assoluto;
- un obbligo, se il soggetto attivo è titolare del corrispondente diritto relativo.

Mentre i diritti soggettivi sono situazioni statiche, poteri e facoltà sono situazioni dinamiche.

In particolare, la facoltà è la possibilità di tenere un determinato comportamento e, quindi, l'opposto del dovere o obbligo i non tenerlo. Il potere, invece, è la possibilità attribuita dall'ordinamento ad un soggetto di produrre effetti giuridici, ossia di creare, modificare o estinguere un rapporto giuridico, attraverso un atto giuridico.
Se il soggetto attivo del rapporto è titolare di un potere, in capo al soggetto passivo sussiste la corrispondente soggezione.

## Le vicende del rapporto giuridico
Il rapporto giuridico tra due soggetti sorge, si modifica e si estingue al verificarsi di determinate fattispecie, fatti tipici ai quali la norma collega determinati effetti giuridici.
Tali fatti tipici, per la loro rilevanza nel campo del diritto, possono essere definiti fatti giuridici: sono previsti dalla norma che al loro verificarsi ricollega un effetto giuridico, ossia la nascita, la modificazione o l'estinzione di un rapporto giuridico. Va precisato che gli effetti giuridici non derivano direttamente dai fatti, ma dalle norme che li prevedono.
Il fatto giuridico per effetto del quale è attribuito ad un soggetto un diritto soggettivo è detto titolo del diritto stesso. Il diritto soggettivo può essere acquisito da un soggetto a titolo originario, se sorge a suo favore senza che gli sia stato trasmesso da un altro soggetto, o a titolo derivativo, se gli è stato trasmesso da un altro soggetto. Nel secondo caso, il soggetto che trasmette il diritto è detto autore o dante causa, quello che l'acquista successore o avente causa e si realizza una successione di soggetti nel rapporto giuridico (ossia una modificazione soggettiva dello stesso). La successione può essere a titolo universale, quando il successore subentra in tutti i rapporti di cui è parte il dante causa (il tipico esempio è la successione mortis causa che consegue alla perdita di soggettività giudica da parte del dante causa), o a titolo particolare, quando invece il successore subentra solo in determinati rapporti.
Al fine di agevolare la conoscenza di determinati fatti giuridici, l'ordinamento può prevedere forme di pubblicità, con lo scopo di garantire la certezza dei rapporti che da tali fatti traggono origine.